# Chrysocraspeda ronensis
Chrysocraspeda ronensis är en fjärilsart som beskrevs av Louis Beethoven Prout 1938. Chrysocraspeda ronensis ingår i släktet Chrysocraspeda och familjen mätare. Inga underarter finns listade i Catalogue of Life.